# 索姆河畔贝卢瓦
索姆河畔贝卢瓦（法語：Belloy-sur-Somme，法語發音：[bɛlwa syʁ sɔm]）是法国上法蘭西大區索姆省的一个市镇，属于亚眠区。

## 地理
索姆河畔贝卢瓦（49°57'56"N, 2°8'0"E）面积13.24 平方千米，位于法国上法蘭西大區索姆省，该省份为法国北部沿海省份，北起加来海峡省和北部省，西接滨海塞纳省和大西洋英吉利海峡，南至瓦兹省，东临埃纳省。
与索姆河畔贝卢瓦接壤的市镇（或旧市镇、城区）包括：贝当库尔圣旺、伊泽、布尔东、拉绍塞蒂朗库尔、克鲁伊-圣皮埃尔、弗利克斯库尔、皮基尼、维尼亚库尔。
索姆河畔贝卢瓦的时区为UTC+01:00、UTC+02:00（夏令时）。

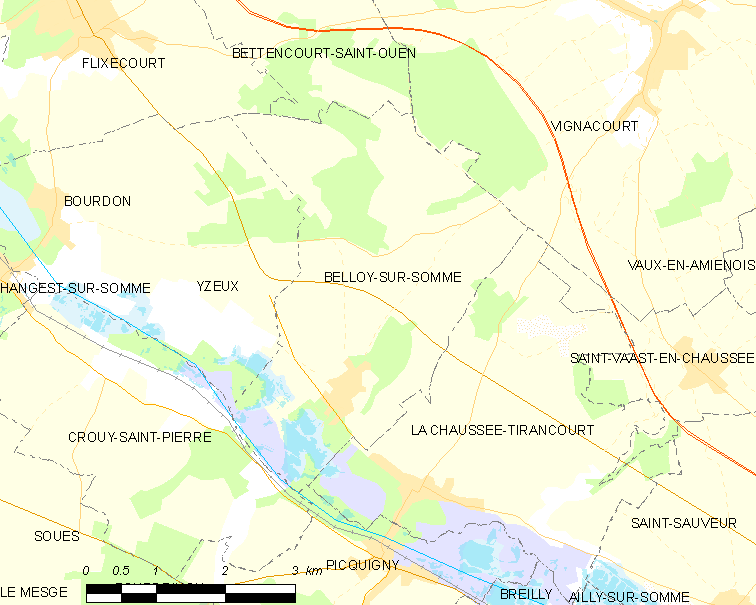
索姆河畔贝卢瓦的OSM定位图

## 行政
索姆河畔贝卢瓦的邮政编码为80310，INSEE市镇编码为80082。

## 政治
索姆河畔贝卢瓦所属的省级选区为索姆河畔阿伊县。

## 人口

1962-2008年间索姆河畔贝卢瓦人口变化图示

索姆河畔贝卢瓦于2022年1月1日时的人口数量为725人。